# 四郷駅
四郷駅（しごうえき）は、愛知県豊田市四郷町森前にある愛知環状鉄道線の駅である。駅番号は14。

## 歴史
計画時の仮称は猿投町駅だった。

### 年表
- 1988年（昭和63年）1月31日：愛知環状鉄道の駅として開業[1][2]。
- 2005年（平成17年）5月19日：有人駅化[5]。
- 2006年（平成18年）3月20日：自動券売機を設置。切符の販売開始[5]。
- 2015年（平成27年）1月31日：上り線の安全側線廃止[5]。
- 2019年（平成31年）3月2日：ICカード「TOICA」の利用が可能となる[6]。

## 駅構造
島式1面2線ホームの高架駅であるが、2面4線分の用地が確保されている。その用地の一部を使う形で保線用の側線が1本敷かれており、資材置場などにも使われている。また、用地に続く車道（坂道）があり高架の下から車で直接乗り入れが可能である。駅員時間配置駅で窓口や自動券売機はホーム下の通路に設けられているが、乗降の際、構造上、この用地の下をくぐる為、通路の距離が長くなっている。資材置場には1箇所だけ四方を柵で囲まれた場所があり、新豊田方にはモーターカー用の車庫も設置されている。殆どの列車がこの駅で対向列車と交換をする。駅前は近年、市街化調整区域から外された事で区画整理が行われた上で駐車場を移設しロータリーが整備され、とよたおいでんバスさなげ・足助線の新設に伴いバス停も設置された。

### のりば
| 番線 | 路線            | 方向 | 行先             |
| ---- | --------------- | ---- | ---------------- |
| 1    | ■愛知環状鉄道線 | 上り | 新豊田・岡崎方面 |
| 2    | ■愛知環状鉄道線 | 下り | 八草・高蔵寺方面 |

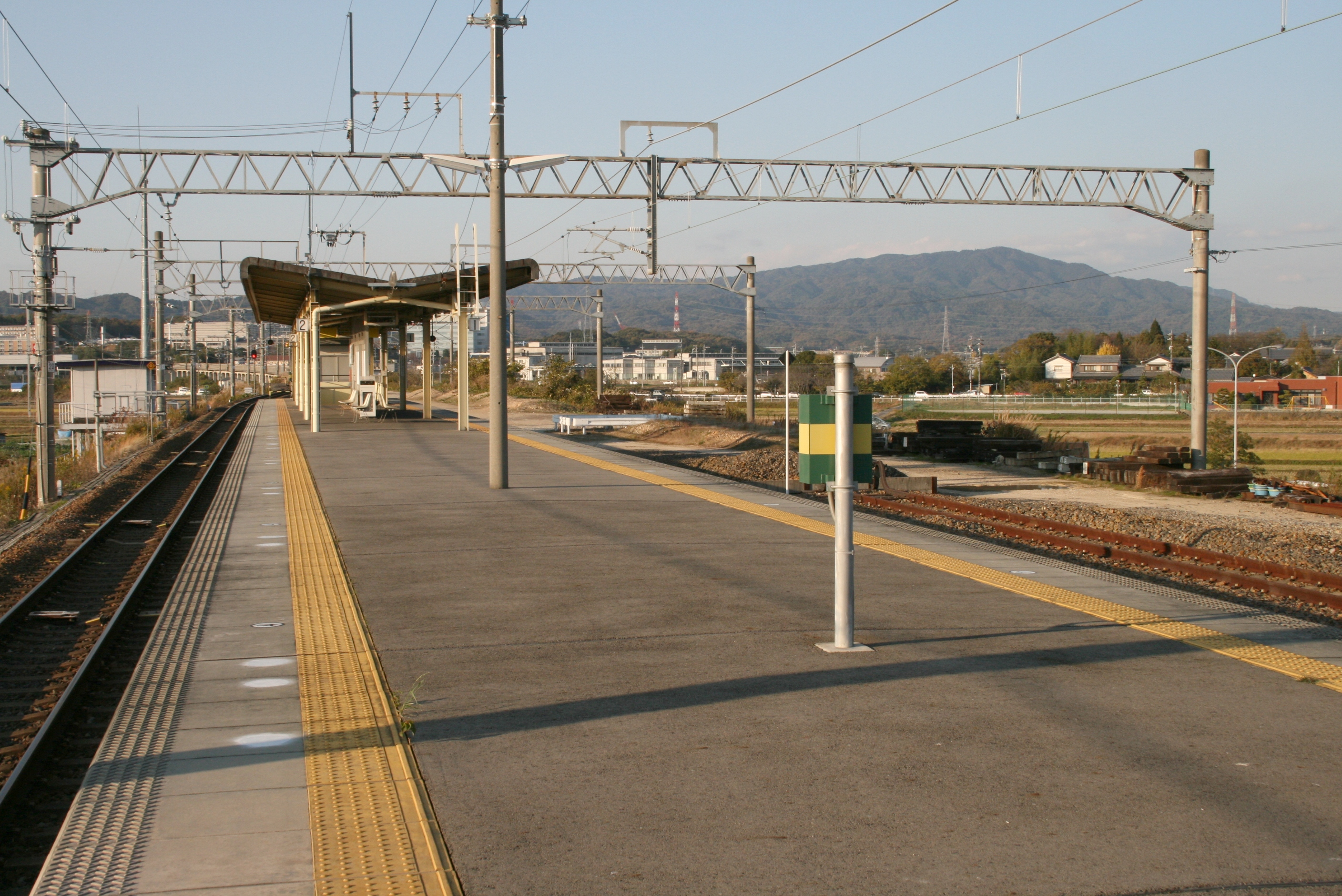
ホーム
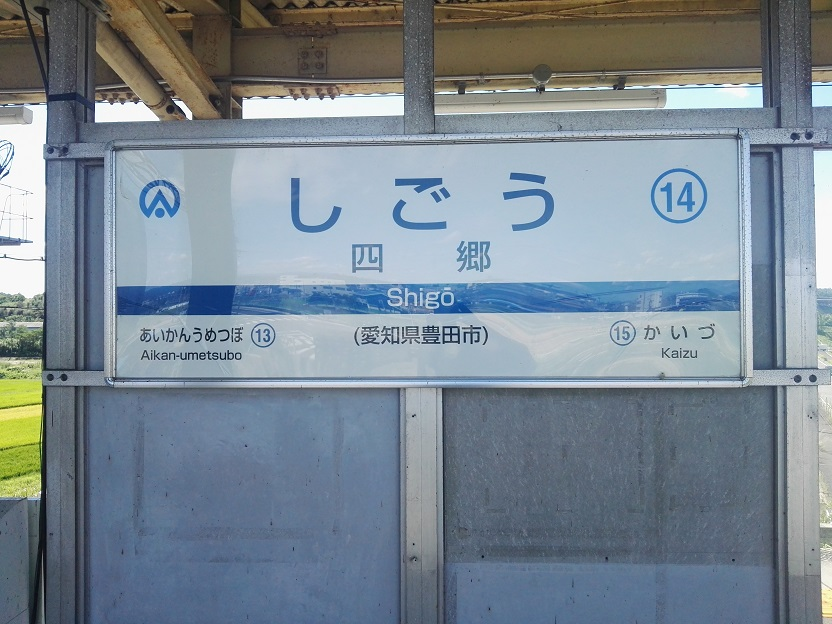
駅名標
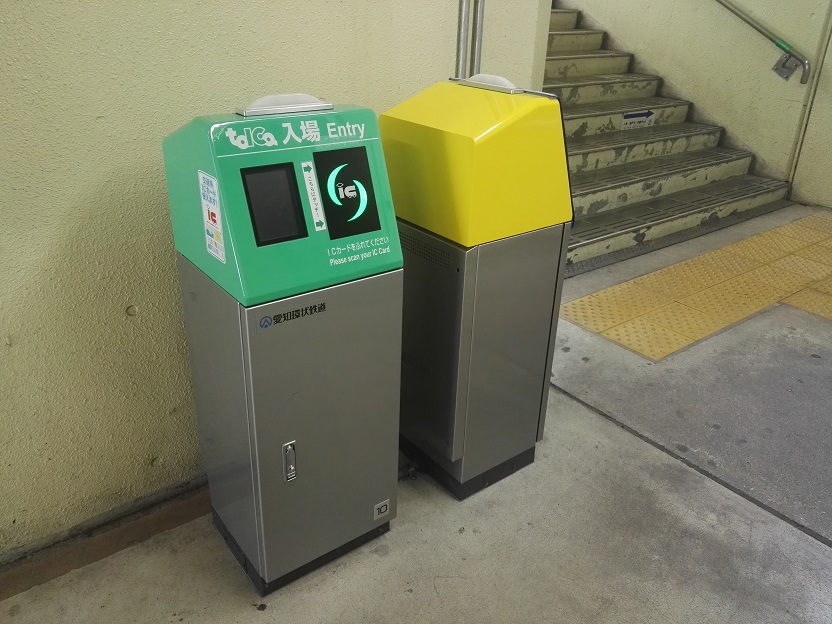
簡易TOICA改札機

### 貨物駅（計画中止）
国鉄時代は「猿投貨物基地」の建設が計画されており、用地も取得されたが、計画中止となった。用地は豊田市土地開発公社に売却され、愛知環状鉄道線の建設費に充てられた。

### 配線図
| ← 岡崎方面 | 四郷駅 構内配線略図 | → 高蔵寺方面 |
| 凡例 出典: |                     |              |

## 利用状況
「豊田市統計書」、「移動等円滑化取組報告書」によると、当駅の一日平均乗降客数は以下の通り推移している。
- 2003年度：1,010人
- 2004年度：1,159人
- 2005年度：1,983人（愛知万博開催年）
- 2006年度：1,204人
- 2007年度：1,205人
- 2008年度：1,324人
- 2009年度：1,260人
- 2010年度：1,204人
- 2011年度：1,180人
- 2012年度：1,237人
- 2013年度：1,284人
- 2014年度：1,242人
- 2015年度：1,300人
- 2016年度：1,333人
- 2017年度：1,390人
- 2018年度：1,394人
- 2019年度：1,454人
- 2020年度：1,193人

## 駅周辺
- 豊田市北消防署
- 豊田北郵便局
- 愛知県立猿投農林高等学校
- 医療法人豊寿会 斉藤病院
- 国道419号（豊田南北線）
- 愛知県道58号名古屋豊田線（飯田街道）
- JAあいち豊田猿投営農センター
- JAあいち豊田猿投選果場（直売所）
- 花本産業団地
- 猿投コミュニティセンター
- 四郷スマートタウン
- トヨタ紡織 - 猿投工場

## バス路線
愛環四郷駅
- 下記画像参照・現在はベンチが置かれ屋根が取り付けられている。
  - とよたおいでんバス：さなげ・足助線

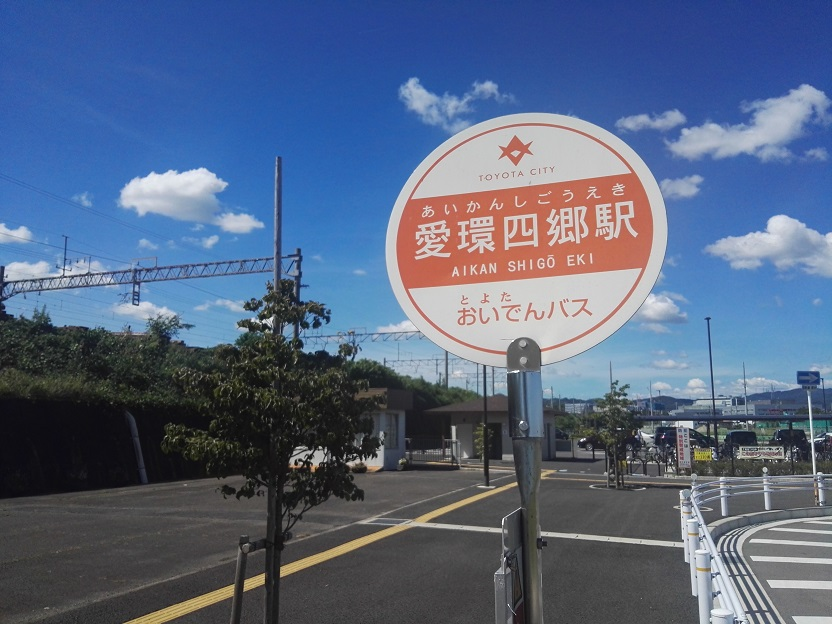
愛環四郷駅バス停

## 隣の駅
愛知環状鉄道
■愛知環状鉄道線
愛環梅坪駅（13） - 四郷駅（14） - 貝津駅（15）